# Rhinolophus hillorum
Rhinolophus hillorum és una espècie de ratpenat de la família dels rinolòfids. Viu a Camerun, Guinea, Libèria i Nigèria. El seu hàbitat natural són les coves, tant en muntanya com el bosc humit tropical de les terres baixes. La principal amenaça per a la supervivència d'aquesta espècie és la desforestació, sovint com a resultat de les operacions fusteres i mineres, i la sobreexplotació per al comerç de carn d'animals silvestres.